# Lesnov
Lesnov je základní sídelní jednotka města Jihlava v okrese Jihlava. Má výměru 396 ha. Nachází se zde domov pro seniory, který byl založen roku 1976 a má kapacitu 146 klientů. Dále tu stojí krematorium.

## Obyvatelstvo
V roce 1991 zde žilo 291 obyvatel, roku 2001 264 a o deset let později 307.

## Poloha
Leží v severní části města. Sousedí s Novým Pávovem, Pávovem, Bedřichovem, Královským vrškem, Starými Horami, Hybrálcem a Zbornou. Na území Lesnova se nachází vrch Rudný se zříceninou rozhledny a lyžařským areálem Šacberk.